# Хосров III (шах Ирана)
Хосров III (Хосров Михр) — царь царей (шахиншах) Ирана, правил частью Ирана около 630 года.
Михр Хосров, сын некого Кавада, попал на трон вследствие мятежа хорасанских военных. Кто-то считает его внуком Ормизда IV, кто-то — внуком Хосрова I. Согласно отрывочным сведениям мусульманских источников, правил он где-то на востоке, но это не соответствует нумизматическим данным — редкие сейчас монеты Хосрова III (по типу Хосрова II, но с изображением безбородого юноши) чеканились в основном в центральном Иране и по большей части датированы вторым годом правления (третий — исключительная редкость). Точное время правления неизвестно (возможно, май—июль 630, одновременно с Буран), продолжительность — три месяца. Убит правителем Хорасана Фаррух-Ормиздом.